# Byttneria aculeata
Byttneria aculeata är en malvaväxtart som först beskrevs av Nikolaus Joseph von Jacquin, och fick sitt nu gällande namn av Nikolaus Joseph von Jacquin. Byttneria aculeata ingår i släktet Byttneria och familjen malvaväxter. Inga underarter finns listade i Catalogue of Life.